# Шкуро, Андрей Григорьевич
Андре́й Григо́рьевич Шкуро́ (фамилия при рождении — Шку́ра; 7 (19) января 1887, станица Пашковская — 16 января 1947, Москва) — казачий военный деятель, кубанский казак, генерал-лейтенант ВСЮР и Вермахта. Участник обеих мировых войн и Гражданской войны в России.
Во время Второй мировой войны сотрудничал с военной администрацией нацистской Германии. Занимался подготовкой резерва для 15-го казачьего корпуса фон Паннвица. После выдачи англо-американскими силами в СССР, был приговорён к смертной казни через повешение и казнён в Москве.
Кавалер орденов Святой Анны и Святого Станислава; рыцарь-командор английского ордена Бани (1919); обладатель Георгиевского оружия.

## Происхождение. Образование. Довоенная служба
Родился 7 января (19 января по новому стилю) 1887 года в станице Пашковской под Екатеринодаром в семье казака-подъесаула.
В своих воспоминаниях А. Г. Шкуро приводит другую дату своего рождения — 7 февраля 1886 года.
По воспоминаниям бывшего представителя Кубанского Краевого правительства Скобцева, в ноябре 1917 года войсковой старшина Шкура подал в правительство прошение о смене фамилии на «Шкуранский», которое было удовлетворено. Тем не менее известно, что в 1918 году его фамилия произносилась как «Шкура», а в 1919 году — уже как «Шкуро».
Получил военное образование, окончив в 1907 году 3-й Московский кадетский корпус, и был зачислен в казачью сотню Николаевского кавалерийского училища в Санкт-Петербурге. В мае 1907 года был выпущен из училища в 1-й Уманский казачий полк Кубанского казачьего войска со стоянкой в крепости Карс. Принял участие в экспедиции против протурецких банд на территории Персии в составе русского экспедиционного корпуса генерала H. H. Баратова. Получил первую награду — орден Святого Станислава 3-й степени.
В 1908 году был переведён в 1-й Екатеринодарский казачий кошевого атамана Захара Чепеги полк, во время службы в котором женился.
Жена — Татьяна Сергеевна Шкуро (урожд. Потапова; 1893—1933, Париж), дочь директора народных училищ в Ставропольской губернии. Умерла в Париже уже после отъезда мужа в КСХС. Детей у них не было. Похоронена Т. С. Шкуро на кладбище Сент-Женевьев-де-Буа.

## Первая мировая война
Первая мировая война началась, когда А. Г. Шкуро в чине сотника находился на льготе и был в Восточной Сибири. Он не успел к мобилизации и, когда вернулся домой на Кубань, его 1-й Екатеринодарский полк уже ушёл на фронт. Поэтому Шкуро был зачислен командиром взвода в 3-й Хопёрский полк. Полк в составе 3-го Кавказского армейского корпуса участвовал в тяжёлых боях на Юго-Западном фронте в Галиции. Шкуро был несколько раз ранен, за храбрость и умелое командование взводом в Галицийской битве был награждён орденом Святой Анны 4-й степени.
В мае 1915 года А. Г. Шкуро награждается Георгиевским оружием. В своих воспоминаниях он написал, что был награждён за то, что в начале ноября 1914 года в боях под Радомом вместе с донцами захватил в плен большое количество австрийцев, а также орудия, пулемёты. При этом в высочайшем приказе от 5 мая 1915 года говорится, что он в ноябре 1914 года, подвергая свою жизнь явной опасности, установил и всё время поддерживал постоянную связь между дивизиями на фронте.
В 1915 году «за отличие в делах» Шкуро произведён в есаулы. Излечившись от очередного ранения и пользуясь затишьем на фронте, предлагает командованию проект формирования отряда специального назначения. Получив одобрение, Шкуро в декабре 1915 — январе 1916 годов из казаков-кубанцев организует «Кубанский конный отряд особого назначения», который оперирует в тылу противника на Западном фронте, в Минской губернии, и в районе Южных Карпат: рейды, уничтожение мостов, артиллерийских складов, обозов.
Чёрное знамя Кубанского конного отряда особого назначения с изображением волчьей головы, шапки из волчьего меха, боевой клич, подражающий волчьему вою, породили неофициальное название отряда Шкуро — «волчья сотня». Отряд получил на фронте широкую известность. Немцы оценили голову Шкуро в 60 тысяч рублей. Не любивший Шкуро барон П. Н. Врангель оценивал действия этого отряда негативно:

Полковника Шкуро я знал по работе его в Лесистых Карпатах во главе «партизанского отряда». <…> За немногими исключениями туда шли главным образом худшие элементы офицерства, тяготившиеся почему-то службой в родных частях. Отряд полковника Шкуро во главе со своим начальником, действуя в районе XVIII корпуса, в состав которого входила и моя Уссурийская дивизия, большей частью болтался в тылу, пьянствовал и грабил, пока, наконец, по настоянию командира корпуса Крымова, не был отозван с участка корпуса. 

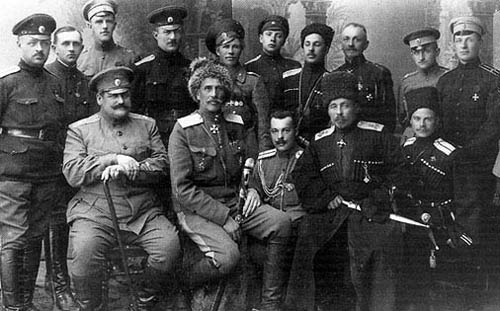
Офицеры 3-го кавалерийского корпуса. В нижнем ряду — второй слева — Ф. А. Келлер; первый справа — А. Г. Шкуро

Сначала отряд Шкуро находился в Кишинёве под командованием генерала графа Ф. А. Келлера. Отряд проводил набеги на тылы германских войск на Румынском фронте. После Февральской революции в начале 1917 года Шкуро был переведён на Кавказский фронт для участия в боевых действиях против турецких войск. Там он командовал отдельным «партизанским» отрядом (три конные сотни при 2 орудиях и 6 пулемётах) в Персии в русском экспедиционном корпусе генерала Баратова, совершая глубокие рейды по турецким тылам для нарушения их коммуникаций (доходил даже до Месопотамии, где взаимодействовал с английскими войсками). После перемирия с турками и начавшегося вывода русских войск из Персии в Россию прикрывал их отход, затем в декабре 1917 года распустил свой отряд и уехал на Северный Кавказ.
Здесь он был ранен, затем арестован. Однако вскоре он был отпущен под честное слово (которое тут же и нарушил) и с отрядом в 80 человек бежал на Кубань.

## Гражданская война
В декабре 1917 года Шкуро был ранен в стычке с неизвестными, после чего долго лечился в госпитале. С мая 1918 года вступил в борьбу с большевиками. Природная лихость, склонность к авантюризму и нестандартным решениям выдвинули его в первый ряд военачальников Гражданской войны.
Шкуро организовал партизанский отряд в районе Кисловодска, где в то время жила его семья. Был арестован военным комиссаром Гульбе и отправлен в Пятигорск к Г. Анджиевскому, который отправил Шкуро во Владикавказ с заключением о его контрреволюционной деятельности, но С. Г. Буачидзе принял решение об освобождении Шкуро под честное слово.
В мае — июне 1918 года отряд совершал налёты на занимаемые красными Ставрополь, Ессентуки и Кисловодск. В июне 1918 года отряд Шкуро занял Ставрополь, где соединился с подошедшей Добровольческой армией генерала Деникина. В ноябре 1918 года Шкуро участвовал в деятельности Кубанской рады. Придерживался великодержавных взглядов и был настроен против сепаратистов-самостийцев, выступающих за автономию Кубани.
В конце 1918 — начале 1919 годов участвовал в боях на Кавказе: его войска осенью 1918 года заняли станицу Баталпашинскую, 29 декабря 1918 года заняли Ессентуки, 5 января 1919 года — Кисловодск.
9 (22) ноября 1918 года Шкуро был назначен начальником Кавказской конной (в ноябре — 1-я Кавказская казачья) дивизии, развёрнутой из Кубанской Партизанской отдельной бригады; 30 ноября (13 декабря) за боевые отличия был произведён в генерал-майоры. В декабре награждён Кубанской радой крестом Спасения Кубани 1-й степени. В конце 1918 — начале 1919 годов по ходатайству станиц Кардоникской, Беломечетинской Баталпашинского отдела, Николаевской Лабинского отдела и Бекешевской Баталпашинского отдела Шкуро был утверждён в звании «почётного старика» этих станиц.

Генерал А. Шкуро, прибывший в Харьков, прикладывается к кресту,
лето 1919 года

Набрав в Кисловодске специалистов и техники, Шкуро организовал в Баталпашинске производство снарядов, патронов, сукна, кожаных сапог, бурок и шуб для Белой армии. В Зеленчуке по его же приказу началось строительство лесопильного завода для восстановления разрушенных станиц. Позже его войска вынуждены были отступить из Кисловодска, им удалось вывезти многих представителей дворянства в том числе князей Голицыных, Волконских, Оболенских, графов Воронцовых-Дашковых, Бенкендорфа, Мусина-Пушкина, промышленников Нобеля, Гукасова, Манташева, Рябушинского, застрявших на курорте.
На Кубани Шкуро сформировал новый отряд. Генерал Слащёв, служивший в то время начальником штаба у Шкуро, впоследствии этот эпизод описывал следующим образом: «Советская власть закрыла базары и стала отбирать излишки продуктов, и совершилось „чудо“. Идея „отечества“, не находившая до этого отклика в массах, вдруг стала понятна… настолько, что организации отрядов не приходилось уже агитировать, а станицы сами присылали за офицерами и выступали „конно, людно и оружно“». В течение месяца Шкуро сумел организовать в Баталпашинском отделе отряд численностью около 5 тыс. человек.
В феврале 1919 года Шкуро вступил в командование группой войск 1-го армейского корпуса Кавказской Добровольческой армии. Прибывшие на Дон кубанские части Шкуро оказали большую поддержку донцам. Предварительным отступлением он отрезал от дивизии Красной армии, состоящей из трёх полков, обозы, утром атаковал в конном строю большевистские части, взял пять тысяч пленных. Затем ночью атаковал Горловку, взорвал железнодорожные мосты к северу от неё и захватил два бронепоезда.
При взятии Иловайской, по его собственным воспоминаниям, захватил в плен 1500 красноармейцев и наголову разбил конную группу Махно. За всё это, по представлении командующего Добровольческой армии генерала Юзефовича, 32-летний Шкуро был произведён в чин генерал-лейтенанта и утверждён командующим конным корпусом, состоящим из двух дивизий.
Весной — летом 1919 года корпус Шкуро участвовал в боях на Украине, за Харьков, Екатеринослав. 2 июля 1919 года за действия, совершенные им вместе с английскими войсками, король Георг V наградил его орденом Бани. В конце лета 1919 года в ресторане харьковской гостиницы «Метрополь», напротив которой находилась штаб-квартира Командующего Добрармией, Шкуро (вместе с командующим Май-Маевским) устроил банкет по случаю присвоения ему звания генерал-лейтенанта. На банкете пела Надежда Плевицкая.
Во время Московского похода 3-й Кубанский корпус Шкуро получил задачу занять Воронеж, что казаки успешно сделали 17 сентября 1919 года, взяв 13 000 пленных и много вооружения. Однако в октябре красные части начали масштабное наступление на Воронеж на нескольких участках фронта, и 11 октября Шкуро и Мамонтов оставили город под натиском конницы Будённого, и начали отступать на юг. В казачьих частях началось разложение, бойцы отказывались воевать и стремились уйти в родные станицы на Кубань. К началу ноября численность Кавказской дивизии Шкуро сократилась до 500 человек. Корпус Шкуро отступал до Новороссийска. Во время «Новороссийской катастрофы» для него, как и для многих других частей Вооружённых сил Юга России, не хватило места на кораблях. Поэтому корпус Шкуро отошёл на Туапсе и далее, на Сочи. Оттуда отдельными отрядами был перевезён в Крым. Как единый корпус существовать перестал.
В начале 1920 года оставшемуся не у дел Шкуро поручили формирование новой Кубанской армии, однако эти части были переданы генералу Улагаю, а сам Шкуро из-за ряда военных неудач был уволен из армии генералом Врангелем. Уже в мае 1920 года он оказался в эмиграции.

## Эмиграция
В эмиграции жил сначала в Королевстве Сербов, Хорватов и Словенцев, затем в Париже. В 1920-е годы жил в Берлине на Курфюрстенштрассе 119. Работал наездником в цирке, снимался в немом кино.

…Однажды в Ницце ко мне подошёл во время работы невысокого роста человек, одетый в турецкий костюм и чалму (снималась картина «Тысяча и одна ночь»).
— Узнаёте меня? — спросил он.
Если бы это был даже мой родной брат, то, конечно, в таком наряде я бы всё равно его не узнал.
— Нет, простите.
— Я Шкуро. Генерал Шкуро. Помните?…
<…> Экзотический грим восточного вельможи скрывал выражение моего лица.
— Надо уметь проигрывать тоже!… — точно оправдываясь протянул он, глядя куда-то в пространство.
Свисток режиссёра прервал наш разговор. Я резко повернулся и пошёл на «плато». Белым мёртвым светом вспыхнули осветительные лампы, почти невидные при свете солнца… Смуглые рабы уже несли меня на носилках.
«Из премьеров — в статисты! — подумал я. — Из грозных генералов — в бутафорские солдатики кино!… Воистину — судьба играет человеком».
— Александр Вертинский. Дорогой длинною… — Москва: Правда, 1990 г. — 576 стр. ISBN 5-253-00063-1

## Вторая мировая война

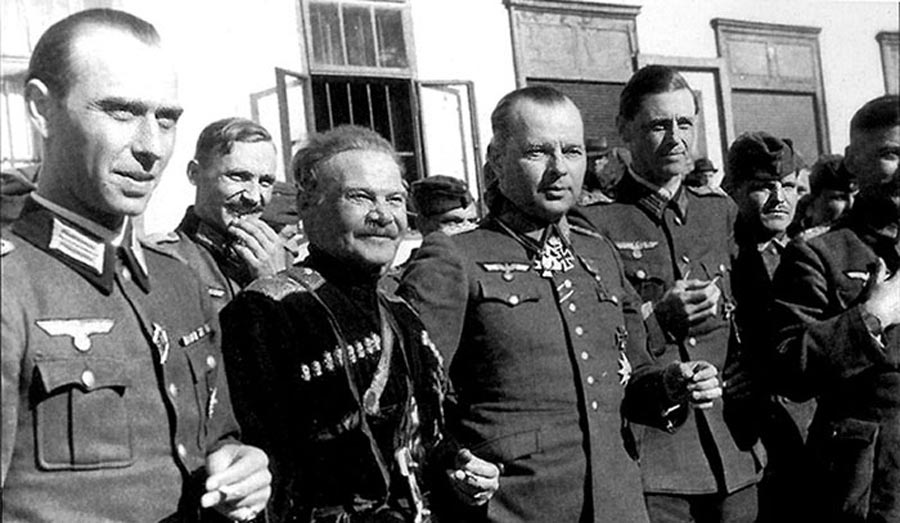
Шкуро (в черкеске) и фон Паннвиц

В годы Второй мировой войны Шкуро вместе с бывшим донским атаманом Красновым принял сторону Германии.

Хоть с чёртом против большевиков.
— А. Г. Шкуро
В 1944 году специальным указом Гиммлера Шкуро был назначен начальником Резерва казачьих войск при Главном штабе войск СС, зачислен на службу как с правом ношения немецкой генеральской формы и получением содержания по этому чину. Шкуро готовил казаков для 15 казачьего кавалерийского корпуса. Однако, вопреки расхожему мнению Шкуро не имел звания войск СС и не носил униформу СС, так как генерал Гельмут фон Паннвиц, командир корпуса, принял переподчинение в Ваффен-СС, чтобы предоставить своим подразделениям доступ к более тяжёлому вооружению и лучшему снабжению, а также сохранить дальнейший контроль над казачьими подразделениями во Франции. Однако командные структуры, униформа и звания остались за вермахтом. Казачий корпус сохранил общевойсковую униформу. Подготовленные Шкуро казаки боролись с партизанами в Югославии. Сам Шкуро не принимал личного участия в боевых действиях Второй мировой войны. В марте 1945 года, во время отступления казачьих частей, пытаясь поднять падающий моральный дух казаков, Шкуро предпринял попытку создать особую боевую группу «Волчий отряд» из двух тысяч человек под командованием полковника Кравченко. Однако этот план не был реализован.
В 1945 году, согласно решениям Ялтинской конференции, англичане интернировали Шкуро и других казаков на территории Австрии, а затем выдали их Советскому Союзу.
Приговором Военной коллегии Верховного суда СССР Шкуро вместе с П. Н. Красновым, С. Н. Красновым, Султаном Клыч-Гиреем, Гельмутом фон Паннвицем и Тимофеем Домановым по обвинению в том, что они вели «посредством сформированных ими белогвардейских отрядов вооружённую борьбу против Советского Союза и проводили активную шпионско-диверсионную и террористическую деятельность против СССР», был приговорён к смертной казни через повешение. Казнён в Москве 16 января 1947 года.
В 1997 году общественная организация «За Веру и Отечество!» подала запрос на реабилитацию генералов, сотрудничавших с Германией во время Второй мировой войны и казнённых в СССР. 25 декабря 1997 года Военная коллегия Верховного суда Российской Федерации признала А. Г. Шкуро и других генералов П. Н. Краснова, С. Н. Краснова, Султана Клыч-Гирея, Т. Н. Доманова обоснованно осуждёнными и не подлежащими реабилитации.

## Награды
Был награждён:
- Орден Святого Станислава III степени (1907)
- мечи и бант к ордену Ордену Святого Станислава III степени (Приказ армии и флоту о военных чинах сухопутного ведомства от 21 марта 1917 года)[42]
- Орден Святой Анны IV степени (Аннинское оружие) с надписью «За храбрость» (Приказ Его Императорского Величества от 4 января 1915 года) — за отличія вꙏ дѣлахꙏ противꙏ непріятеля)[43]
- Орден Святой Анны III степени с мечами и бантом (Приказ Его Императорского Величества от 2 апреля 1915 года)[44]
- Орден Святой Анны II степени с мечами (Приказ Его Императорского Величества от 31 мая 1915 года, Приказ Кубанскому казачьему войску № 402 от 20 июня 1915 года)
- Георгиевское оружие (Приказ Его Императорского Величества от 5 мая 1915 года[45])[46];
- Орден Святого Владимира IV степени с мечами и бантом (Приказ Временного правительства армии и флоту о военных чинах от 20 мая 1917 года) — за отличія вꙏ дѣлахꙏ противꙏ непріятеля[47]
- Крест Спасения Кубани I степени (декабрь 1918);
- Рыцарь-командор ордена Бани (1919).

## Память

Памятная плита генералам Российской императорской армии в ограде храма Всех Святых во Всехсвятском

В 1994 году на территории московского храма Всех Святых во Всехсвятском была установлена памятная плита «Генералам Российской императорской армии», среди них значилось имя А. Г. Шкуро. Позже[когда?] на этой плите вместо имён Петра Краснова и Андрея Шкуро были установлены имена генералов Русской императорской армии Павла Плеве и Николая Ремезова, героев Первой мировой войны.
В пригороде Новороссийска одной из улиц в 2009 году было дано имя Андрея Шкуро. В феврале 2016 года улица была переименована и названа в честь героя Великой Отечественной войны генерал-лейтенанта Николая Кириченко.

## Воспоминания А. Г. Шкуро
Литературная запись воспоминаний Шкуро была сделана в 1920—1921 годах полковником Владимиром Максимилиановичем Беком во время их встреч в Париже. Бек затем уехал в Южную Америку, где умер в 1944 году. Подготовленная им рукопись была издана только в 1961 году в Буэнос-Айресе. Современное издание:
- Шкуро А. Г. Гражданская война в России: Записки белого партизана. — М.: ACT; Транзиткнига, 2004. — 540 с. — (Военно-историческая библиотека). — Тираж 5 000 экз. — ISBN 5-17-025710-4 («ACT»); ISBN 5-9578-1185-8 («Транзиткнига»)

## Киновоплощения
- Сергей Лукьянов — «Олеко Дундич» (1958)
- Владимир Белокуров — «Лавина с гор» (1959)
- Анатолий Столбов — «Огненное детство» (1976)
- Анатолий Гнатюк — «Девять жизней Нестора Махно» (2007)
- Исрафил Сафаров — «Генерал Андрей Шкуро», РЦСДФ, док. фильм (2007)